# Figueirense FC
A Figueirense Futebol Clube, röviden Figueirense, Florianópolis labdarúgó csapata Brazíliából. 1921-ben alapították és a Catarinense állami bajnokságban valamint a Série B-ben szerepel.

## Története
1973-ban a Figueirense volt az első csapat, aki a Catarinense állami bajnokságból feljutott az első osztályba.

## Sikerlista

### Állami
- 18-szoros Catarinense bajnok: 1932, 1935, 1936, 1937, 1939, 1941, 1972, 1974, 1994, 1999, 2002, 2003, 2004, 2006, 2008, 2014, 2015, 2018

## Játékoskeret
2014. augusztustól
| #  |     | Poszt | Név                                                  |
| -- | --- | ----- | ---------------------------------------------------- |
| 1  | BRA | K     | Volpi                                                |
| 2  | BRA | V     | Leandro Silva                                        |
| 3  | BRA | V     | Marquinhos                                           |
| 4  | BRA | V     | Thiago Heleno                                        |
| 6  | CHI | V     | Roberto Cereceda (kölcsönben a Universidad Chilétől) |
| 7  | BRA | KP    | Rivaldo                                              |
| 8  | BRA | KP    | Marco Antônio (kölcsönben a Grêmio-tól)              |
| 9  | BRA | CS    | Ricardo Bueno                                        |
| 10 | BRA | KP    | Giovanni Augusto                                     |
| 11 | BRA | CS    | Pablo                                                |
| 12 | BRA | K     | Alex                                                 |
| 13 | BRA | V     | Raul                                                 |
| 15 | BRA | KP    | Jefferson                                            |
| 16 | BRA | KP    | França (kölcsönben a Palmeirastól)                   |
| 18 | BRA | KP    | Léo Lisboa                                           |
| 19 | BRA | CS    | Mazola (kölcsönben a Portimonensétől)                |
| 20 | BRA | V     | Willian Cordeiro                                     |
| 21 | BRA | KP    | Luan                                                 |
| 22 | BRA | KP    | Vítor Jr.                                            |
| 23 | BRA | CS    | Clayton                                              |

| #  |     | Poszt | Név                                           |
| -- | --- | ----- | --------------------------------------------- |
| 27 | BRA | KP    | Yago Costa                                    |
| 28 | BRA | KP    | Paulo Roberto                                 |
| 29 | BRA | CS    | Marcão (kölcsönben a Athletico Paranaensétől) |
| 30 | BRA | K     | Júnior                                        |
| 34 | BRA | CS    | Jonatan                                       |
| 38 | BRA | K     | Luan Polli                                    |
| 42 | BRA | V     | Neto                                          |
| 55 | BRA | KP    | Dener                                         |
| 59 | BRA | V     | Bruno Alves                                   |
| 66 | BRA | KP    | Guilherme Lazaroni                            |
| 77 | BRA | CS    | Jean Carlos                                   |
| 80 | BRA | KP    | Nem                                           |
| 88 | BRA | V     | Nirley                                        |
| 90 | BRA | KP    | Felipe                                        |
| 91 | BRA | CS    | Everaldo (kölcsönben a Grêmio-tól)            |
| 93 | BRA | V     | Marquinhos Pedroso                            |
| 99 | URU | CS    | Bruno Fornaroli                               |
| —  | BRA | KP    | Wesley                                        |
| —  | BRA | CS    | Ciro                                          |

### Kölcsönben
| # |     | Poszt | Név                                       |
| - | --- | ----- | ----------------------------------------- |
| — | BRA | KP    | Jean Deretti (kölcsönben a Joinville-nél) |
| — | BRA | CS    | Dudu (kölcsönben a Kashiwa Reysol-nál)    |